# Octaviano
Octaviano Leal de Oliveira plus communément appelé Octaviano, est un footballeur portugais, né le 17 octobre 1914. Il évoluait au poste de ailier gauche.

## Carrière
On ne sait pas beaucoup de choses sur sa carrière, cependant on sait que l'ailier Octaviano effectue une saison avec le Sporting Caldas en 1934-35.
Recruté lors du mercato d'hiver de la saison 1936-37, par l'Académica de Coimbra, l'ailier Octaviano prend vite ses marques sur le terrain. Il atteint les sommets lors de la saison 1938-39 en parvenant à créer la surprise lors de la Coupe du Portugal, en remportant la compétition face au grand favori, le Benfica Lisbonne.
Octaviano met un terme à son parcours avec l'Académica à l'issue de la saison 1943-44, après huit saisons, et 145 matches, passées avec la Briosa.

## Statistiques
| Saison                | Club                  | Championnat           | Championnat | Championnat | Coupe(s) nationale(s) | Coupe(s) nationale(s) | Total | Total |
| Saison                | Club                  | Division              | M.          | B.          | M.                    | B.                    | M.    | B.    |
| 1934-1935             | Sporting Caldas       | -                     | -           | -           | -                     | -                     | 0     | 0     |
| Sous-total            | Sous-total            | Sous-total            | -           | -           | -                     | -                     | 0     | 0     |
| 1936-1937             | Académica de Coimbra  | 1                     | 1           | 0           | 1                     | 0                     | 2     | 0     |
| 1937-1938             | Académica de Coimbra  | 1                     | 16          | 1           | 7                     | 1                     | 23    | 2     |
| 1938-1939             | Académica de Coimbra  | 1                     | 14          | 0           | 7                     | 0                     | 21    | 0     |
| 1939-1940             | Académica de Coimbra  | 1                     | 18          | 0           | 2                     | 0                     | 20    | 0     |
| 1940-1941             | Académica de Coimbra  | 1                     | 14          | 0           | 4                     | 0                     | 18    | 0     |
| 1941-1942             | Académica de Coimbra  | 1                     | 22          | 1           | 2                     | 0                     | 24    | 1     |
| 1942-1943             | Académica de Coimbra  | 1                     | 12          | 0           | 1                     | 0                     | 13    | 0     |
| 1943-1944             | Académica de Coimbra  | 1                     | 17          | 1           | 7                     | 1                     | 24    | 2     |
| Sous-total            | Sous-total            | Sous-total            | 114         | 3           | 31                    | 2                     | 145   | 5     |
| 1944-1945             | FC Porto              | 1                     | 4           | 0           | 2                     | 0                     | 6     | 0     |
| 1945-1946             | FC Porto              | 1                     | 2           | 0           | 0                     | 0                     | 2     | 0     |
| 1946-1947             | FC Porto              | 1                     | 1           | 0           | 0                     | 0                     | 1     | 0     |
| Sous-total            | Sous-total            | Sous-total            | 7           | 0           | 2                     | 0                     | 9     | 0     |
| Total sur la carrière | Total sur la carrière | Total sur la carrière | 121         | 3           | 33                    | 2                     | 154   | 5     |

## Palmarès
| Académica de Coimbra - Coupe du Portugal (1) : - Vainqueur : 1938-39. |